# Activision
Activision je ameriško podjetje za razvoj, trženje, distribucijo in izdajo videoiger. Večina podjetja je v lastništvu franoskega konglomerata Vivendi SA. Trenutni predsednik podjetja in glavni izvršni direktor je Robert Kotick. Podjetje je bilo ustanovljeno 1. oktobra 1979 ter je bilo prvo neodvisno podjetje za razvoj, trženje in distribucijo videoiger na svetu.
V založbi Activision je izšlo mnogo znanih videoiger, med drugim Battlezone, Star Trek: Voyager – Elite Force, Star Wars Jedi Knight II: Jedi Outcast, Doom 3, Singularity, Wolfenstein ter seriji iger Call of Duty in Guitar Hero.